# Robert Grant Aitken
Robert Grant Aitken, född 31 december 1864 i Jackson, Kalifornien, död 29 oktober 1951 i Berkeley, Kalifornien, var en amerikansk astronom.

## Biografi
Aitken kom som astronom till Lick Observatory 1895 och var dess chef 1930-35. Han ägnade sig främst åt studiet åt dubbelstjärnor och undersökte tillsammans med William Hussey systematiskt alla stjänor i Bonner Durchmusterung, intill nionde magnituden för att bestämma bland dem befintliga dubbelstjärnor, varvid de upptäckte 4 400 nya dubbelstjärnor.
Aitken utgav The Binary Stars (1918), under 1900-talets första hälft standardarbetet om dubbelstjärnor.

## Utmärkelser
Han tilldelades Lalandepriset 1906, Bruce-medaljen 1926 och Royal Astronomical Societys guldmedalj 1932.
Nedslagskratern Aitken på månen och asteroiden 3070 Aitken är uppkallade efter honom.